# Dramarama
Dramarama est une série télévisée britannique pour enfants en 90 épisodes de 30 minutes créée par Anna Home et diffusée entre le 12 septembre 1983 et le 21 août 1989 sur ITV. Chaque épisode comprend des personnages différents, dans le registre de la science-fiction ou du surnaturel.
Cette série est inédite dans tous les pays francophones.

## Épisodes

### Première saison (1983)
1. Mighty Mum and the Petnappers
2. Rip It Up
3. Venchie
4. Jack and the Computer
5. Because I Say So
6. Bully for Cosmo
7. Messages
8. The Young Person's Guide to Getting Their Ball Back
9. Sweet Revenge

### Deuxième saison (1984)
1. Night of the Narrow Boats
2. Fowl Pest
3. Dodger, Bonzo and the Rest
4. Que Sera
5. Stalemate
6. Snoop!
7. Mr Stabs
8. Josephine Jo
9. The Purple People Eater
10. On Your Tod
11. The Old Firm: Two for Starters
12. Rachel and Rosie

### Troisième saison (1985)
1. Easy
2. The Coal Princess
3. Look at Me
4. The Young Person's Guide to Going Backwards in the World
5. The Audition
6. The Universe Downstairs
7. A Proper Little Nooryeff
8. Frog
9. Private Eye
10. Emily
11. Silver
12. The Golden Conch
13. Purple Passion Video

### Quatrième saison (1986)
1. The Come-Uppance of Captain Katt
2. A Couple of Charlies
3. Wayfarers
4. Play Acting
5. Last Days at Black Bert's
6. Maureen Reid, Where Are You?
7. Flashback
8. Direct Action
9. Waiting for Elvis
10. Just a Game
11. Flyaway Friend
12. Pig Ignorance
13. Jessie's Place
14. Frankie's Hat

### Cinquième saison (1987)
1. Cannondrum
2. Snap
3. The Horrible Story
4. My Friend Julie
5. The Creature Beyond Torches' End
6. My Mum's a Courgette
7. Brainwaves
8. Undertow of the Armada
9. Stan's First Night
10. Living Doll
11. Peter
12. The Halt
13. Tam
14. A Spirited Performance
15. Badger on the Barge

### Sixième saison (1988)
1. Forever Young
2. The Macramé Man
3. The Wrong Button
4. Bubbles
5. Blackbird Singing in the Dead of Night
6. Big T for Trouble
7. Room for One More
8. Making Waves
9. Just a Normal Girl
10. Now You See Them
11. Bogeymen
12. The Alien
13. The Secret of Croftmore
14. The Bubblegum Brigade
15. Playing for Wales
16. Snap Decision

### Septième saison (1989)
1. Codzmorf
2. Ghost Story
3. Badger
4. Back to Front
5. Monstrous
6. The Pisces Connection
7. Rosie the Great
8. Snakes and Loofahs
9. Just Wild About Harry
10. Mitchin
11. In the Pink